# Ekvilibrium
Ekvilibrium betyder "jämvikt" eller "balans". 

## Narratologi
Begreppet används ekvilibrium inom narratologin, läran om berättandet, och avser det tillstånd av jämvikt som en berättelse tar avstamp i. Rörelsen från ekvilibriumet till motsatsen disekvilibrium, ett tillstånd av kaos, och därifrån till ett nytt ekvilibrium, en ny jämvikt, utgör en berättelse. Denna rörelse ger en berättelse mening och struktur. Som narratologiskt begrepp introducerades ekvilibrium av Tzvetan Todorov.
Begreppet ligger nära de narratologiska begreppen projekt och orsak-verkan-förhållande, även om dessa snarare beskriver rörelsen snarare än startpunkten.